# Österreichisch-sardinisches Urheberrechtsabkommen
Das österreichisch-sardinische Urheberrechtsabkommen (auf österreichischer Seite amtlich: Vertrag zwischen Österreich und Sardinien zur Sicherstellung der Eigenthumsrechte hinsichtlich der in Ihren beyderseitigen Staaten erscheinenden litterarischen und artistischen Werke) ist ein im Jahr 1840 geschlossenes Abkommen auf dem Gebiet des Urheberrechts zwischen dem Kaisertum Österreich und dem Königreich Sardinien. Es ist eines der ersten Urheberrechtsabkommen der Welt. 1891 wurde es von einem Staatsvertrag zwischen Österreich-Ungarn und Italien abgelöst und trat außer Kraft.
Eine Besonderheit des an sich bilateralen Vertrags bestand in einer Öffnungsklausel, die es auch anderen Staaten ermöglichte, der Konvention beizutreten. Von ihr machten noch im Jahr 1840 eine Reihe von Staaten auf dem Gebiet des heutigen Italien Gebrauch.

## Inhalt
Aufgrund der nur äußerst fragmentarischen Urheberrechtsgesetzgebung, die auf sardinischer und österreichischer Seite bei Vertragsschluss bestand, sind dem Abkommen sehr detaillierte und grundlegende urheberrechtliche Regelungen zu entnehmen. Ihm kommt damit, wie Cavalli bemerkt, eher der Charakter eines vollwertigen Urheberrechtsgesetzes als der eines gewöhnlichen Abkommens zu.
Geschützt gegen mechanische Vervielfältigung (Nachdruck) waren zunächst „Werke oder Producte des menschlichen Geistes oder der Kunst“, die in einem der Vertragsstaaten veröffentlicht wurden; ihren Urhebern wurde auch ein ausschließliches Veröffentlichungsrecht gewährt (Art. 1). Zu den geschützten Kunstwerken zählten dabei etwa Kupferstiche, Lithografien, Medaillen, plastische Werke und Formen, Gemälde, Bildhauer-Arbeiten und Zeichnungen (Art. 12). Ein Ausschließlichkeitsrecht zur Veröffentlichung und Vervielfältigung in gedruckter Form bestand ferner zugunsten der Verfasser von Werken der dramatischen Kunst, die außerdem – anders als musikalische Werke – gegen ihre unbefugte Aufführung geschützt waren (Art. 2). Werkschutz kam ferner den Übersetzungen von Manuskripten und fremdsprachigen Werken zu, die in Drittstaaten erschienen (Art. 3). Verfassern literarischer und wissenschaftlicher Werke wurde ein urheberrechtlicher Titelschutz zugebilligt (Art. 11).
Für den Fall des unerlaubten Nachdrucks sah das Abkommen einen Schadensersatzanspruch vor (Art. 15); der Rechteinhaber konnte ferner die Beschlagnahmung und Zerstörung der nachgedruckten Werkexemplare verlangen (Art. 16). Verboten war auch der Verkauf derartiger Werkexemplare (Art. 17). Das Urheberrecht war vererblich, ein erblicher Übergang auf den Staat jedoch ausgeschlossen (Art. 18). Der Schutz endete grundsätzlich 30 Jahre nach dem Tod des Verfassers (Art. 18), für posthum erschienene Werke ausnahmsweise 40 Jahre und für Werke, die „von gelehrten Instituten oder von litterarischen Vereinen herausgegeben“ werden, 50 Jahre nach dem Tod des Verfassers (Art. 19, 20).
Nach Art. 27 der Konvention würden die vertragsschließenden Regierungen die übrigen Regierungen Italiens und jene des Kantons Tessin einladen, dem Abkommen beizutreten; diese sollten sodann „durch das alleinige Factum der von ihnen geäußerten Zustimmung […] als mitcontrahirende Theile angesehen werden“. Das Abkommen sollte zunächst für viereinhalb Jahre in Kraft bleiben (Art. 28). Auf Werke, die bereits vor seinem Inkrafttreten veröffentlicht wurden, war es nicht anwendbar (Art. 14).

## Beitritte
Ende 1840 traten der Konvention der Kirchenstaat, das Herzogtum Modena, das Herzogtum Lucca und das Herzogtum Parma durch Erklärung bei. Das Großherzogtum Toskana vollzog seinen Beitritt durch förmlichen Staatsvertrag mit Sardinien und Österreich vom 31. Oktober 1840 (Ratifikationen ausgewechselt am 12. Dezember 1840).
Der Kanton Tessin wurde im Dezember 1840 durch Wien ausdrücklich zum Beitritt eingeladen. Ein Vorschlag der tessinischen Regierung, der Einladung zu folgen, traf im Großen Rat – dem tessinischen Parlament – zunächst auf ein gemischtes Echo, konnte sich jedoch durchsetzen, sodass am 15. Mai 1841 der Beitritt des Tessin beschlossen wurde. Die Entscheidung führte derweil nicht zur Beilegung der innerparlamentarischen Meinungsverschiedenheiten; vielmehr intensivierten eine Reihe von Parlamentariern, insbesondere solche aus dem Verlagsgewerbe, ihre Bemühungen, ein Inkrafttreten der Konvention doch noch abzuwenden. Sie beriefen sich dabei vor allem auf wirtschaftliche Gründe. So verwies etwa Giacomo Luvini darauf, dass Drucker in den Konventionsstaaten aufgrund des erforderlichen Rechteerwerbs nunmehr hohe Preise für ihre Nachdrucke verlangen müssten – ein Nichtbeitritt des Tessin würde den heimischen Druckern daher einen erheblichen Wettbewerbsvorteil verschaffen. Die Anstrengungen waren erfolgreich: Bereits am 26. Mai 1841 beschloss der Große Rat, den Beitritt von einer Reihe von Bedingungen abhängig zu machen, insbesondere davon, dass sämtliche Staaten Italiens beigetreten sind. Diese Bedingung blieb bis zur Gründung des Königreichs Italien unerfüllt, da das Königreich beider Sizilien der Konvention fernblieb. Zu einem Beitritt des Tessin kam es nicht mehr; ab 1868 wurden die urheberrechtlichen Beziehungen des Tessin zu Italien auf Bundesebene durch das schweizerisch-italienische Urheberrechtsabkommen geregelt.

## Entwicklung des rechtlich-politischen Umfelds und Außerkrafttreten
Im Laufe der Zeit änderten sich die politischen Verhältnisse: Sardinien ging 1861 im Königreich Italien auf, das Kaisertum Österreich wurde 1871 zu Österreich-Ungarn umgebaut. Das Urheberrechtsabkommen blieb derweil weiterhin in Kraft. Gemäß Art. 20 des Friedensvertrags vom 3. Oktober 1866 zwischen Italien und Österreich (Frieden von Wien) war es nunmehr auf ganz Italien zu erstrecken.
Auf der Ebene des internationalen Urheberrechts ergab sich durch den Abschluss der Berner Übereinkunft zum Schutz von Werken der Literatur und Kunst im Jahr 1886 zwar eine Zäsur; doch während Italien zu den Gründungsmitgliedern der Berner Union gehörte, trat Österreich-Ungarn ihr nie bei, sodass eine Änderung im bilateralen Verhältnis zwischen Österreich-Ungarn und Italien durch die Berner Übereinkunft zunächst ausblieb. Umfassende Entwicklungen gab es derweil auf nationaler Ebene:
- Auf italienischer Seite verfügte 1840 lediglich der Kirchenstaat und das Königreich beider Sizilien über Gesetze zum Schutz des Urheberrechts. Dies änderte sich durch die Übereinkunft: Mehrere Staaten übernahmen nach ihrem Beitritt zum Abkommen entweder explizit oder implizit dessen Regelungen auch im Inneren. Das hinter der Konvention zurückbleibende Schutzniveau im Königreich beider Sizilien begünstigte so die Entwicklung Neapels zu einer Hochburg des Nachdrucks für die Werke von Autoren aus anderen Teilen Italiens. Nach Gründung des Gesamtstaats wurde eine grundlegende Reform des Urheberrechts angestrengt, die im Urheberrechtsgesetz von 1865 resultierte.[17]
- Auch in Österreich wurde ein nationales Urheberrechtsgesetz geschaffen. Hierzu trug nicht zuletzt das Abkommen von 1840 selbst bei.[18] In einem kurz vor seiner Unterzeichnung erlassenen Handbillet ist die kaiserliche Feststellung dokumentiert, „die vorgelegten Verhandlungen über den Abschluß einer Convention mit der königlich sardinischen Regierung zum Schutz des literarischen und artistischen Eigenthums“ hätten „die Nothwendigkeit herausgestellt, diesen Gegenstand so bald als möglich im Innern gesetzlich zu normiren“, verbunden mit der Aufforderung zur beschleunigten Aufnahme notwendiger Vorarbeiten.[19] Die Bemühungen mündeten 1846 im Erlass eines eng an die Gesetzgebung im Deutschen Bund angelehnten Urheberrechtspatents.[20][21]

Am 8. Mai 1884 kündigte die italienische Regierung den Vertrag auf. Die österreichisch-ungarische Regierung vermerkte zu den Gründen, die italienische Seite habe sich infolge einer tiefgreifenden Revision ihres nationalen Urheberrechts veranlasst gefühlt, ihre völkerrechtlichen Abkommen an die geänderte innere Rechtslage anzupassen. In den Folgejahren wurde die Geltungsdauer des Vertrags dennoch wiederholt vorübergehend verlängert. Am 8. Juli 1890 schloss Österreich-Ungarn mit Italien schließlich einen neuen Staatsvertrag „betreffend den gegenseitigen Schutz der Urheber von Werken der Literatur oder Kunst und der Rechtsnachfolger der Urheber“, der den Vertrag von 1840 ablösen sollte. Anders als der Vertrag von 1840, der umfassende Detailregelungen zum Schutzgegenstand und -umfang traf, beschränkte sich der neue Vertrag im Wesentlichen auf eine Anerkennung des Prinzips der Inländerbehandlung. Das neue Abkommen trat nach Abschluss des Ratifikationsprozesses am 12. Januar 1891 in Kraft. Nach abermaliger Kündigung von italienischer Seite trat zugleich mit Wirkung zum 13. Januar 1891 der Vertrag von 1840 außer Kraft.